# Linyphia catalina
Espèce
Linyphia catalina est une espèce d'araignées aranéomorphes de la famille des Linyphiidae.

## Distribution
Cette espèce est endémique d'Arizona aux États-Unis,. Elle se rencontre dans les monts Santa Catalina, les Santa Rita et les Huachuca

## Description
Le mâle holotype mesure 4,15 mm et la femelle paratype 4,00 mm.

## Étymologie
Son nom d'espèce lui a été donné en référence au lieu de sa découverte, les monts Santa Catalina.

## Publication originale
- Gertsch, 1951 : New American linyphiid spiders. American Museum novitates, no 1514, p. 1-11 (texte intégral)